# Apamea barbara
Apamea barbara — вид метеликів родини совок (Noctuidae). Вид описаний в Еритреї поблизу міста Дорфу. Гусениці живляться листям рослин родини злакових.